# Nicolò Martinenghi
Nicolò Martinenghi (Varese, 1º agosto 1999) è un nuotatore italiano, specializzato nella rana.
In carriera si è laureato campione olimpico a Parigi 2024 nei 100 metri rana, distanza nella quale ha conquistato anche il titolo mondiale a Budapest 2022. Ai campionati europei di Roma 2022 ha, invece, trionfato sia nei 50 metri sia nei 100 metri rana.

## Carriera
Nasce nel 1999; risiede ad Azzate, un comune a pochi chilometri da Varese. Il 12 dicembre 2019, nel corso dei Campionati Italiani Assoluti invernali disputati a Riccione, vince la finale dei 100 m rana facendo registrare il tempo di 58"75, nuovo record italiano assoluto sulla distanza. Con questo risultato Martinenghi, inoltre, diventa il primo italiano nella storia ad infrangere il muro dei 59 secondi nei 100 m rana in vasca lunga e si guadagna il pass per le Olimpiadi di Tokyo 2020.
Ai campionati europei di nuoto 2020 Martinenghi coglie tre medaglie di bronzo, nei 50 metri rana e nelle staffette 4x100 misti e 4x100 misti mista. Ha rappresentato l'Italia ai Giochi olimpici estivi di Tokyo 2020 (svoltisi poi, però, nel 2021 a causa della pandemia di COVID-19), vincendo la medaglia di bronzo nei 100 m rana e nella 4x100 metri misti.
Agli europei in vasca corta di Kazan 2021 ha vinto la medaglia d'oro nei 100 rana e nella 4x50 misti, la medaglia d'argento nella 4x50 misti mista e la medaglia di bronzo nei 50 rana. Ai mondiali in vasca corta di Abu Dhabi 2021 ha vinto la medaglia d'oro nella 4x100 metri misti, la medaglia d'argento nei 50 e 100 metri rana e la medaglia di bronzo nella 4x50 metri misti.
Apre il 2022 partecipando ai mondiali di nuoto di Budapest, durante i quali ha vinto la medaglia d'oro nei 100 metri rana e nella 4x100 metri misti (gara in cui contribuisce a siglare il record europeo) e la medaglia d'argento nei 50 metri rana. Nello stesso anno è assoluto protagonista agli europei casalinghi di Roma, dove conquista tre ori (50 e 100 metri rana e staffetta 4x100 metri misti) ed un argento (4x100 metri misti mista), ed anche ai mondiali di nuoto in vasca corta di Melbourne, conclusi con una medaglia d’oro nella 4x50 mista maschile, tre d'argento (50 metri rana, 100 metri rana e 4x50 metri misti mista) e una medaglia di bronzo (4x100 metri mista).
Nel 2023 partecipa ai mondiali di Fukuoka, dove si piazza secondo nei 100 m rana alle spalle del cinese Qin Haiyang, ed agli europei in corta di Otopeni, in cui invece vince i 50 metri rana, la 4x50 metri misti e la 4x50 metri misti mista, oltre ad un argento nei 100 metri rana.
Inizia il 2024 prendendo parte ai mondiali di Doha, chiusi con due argenti (nei 50 m e 100 m rana) ed un bronzo nella staffetta 4x100 m misti. Alle Olimpiadi di Parigi sale invece sul gradino più alto del podio nei 100 metri rana, precedendo il britannico Adam Peaty e lo statunitense Nic Fink, secondi a pari merito; in questo modo diventa il quinto nuotatore italiano a vincere un oro olimpico dopo Domenico Fioravanti, Massimiliano Rosolino, Federica Pellegrini e Gregorio Paltrinieri.
Ai mondiali di Singapore del 2025 conquista la medaglia d'argento nei 100 metri rana.

## Record nazionali

### Vasca lunga
- 50 metri rana

26"97  ( Riccione, 4 aprile 2017)
- 100 metri rana

58"26 ( Budapest, 19 giugno 2022 e  Roma, 12 agosto 2022)
59"01  ( Indianapolis, 23 agosto 2017)
- Staffetta 4x100 metri mista

3'27"51 = ( Budapest, 25 giugno 2022) (Thomas Ceccon (51"93), Nicolò Martinenghi (57"47), Federico Burdisso (50"63), Alessandro Miressi (47"48))
- Staffetta 4x100 metri mista mista

3'39"28 ( Tokyo, 31 luglio 2021) (Thomas Ceccon (52"23), Nicolò Martinenghi (57"73), Elena Di Liddo (56"62), Federica Pellegrini (52"70))

### Vasca corta
- 50 metri rana

25"37 ( Kazan', 6 novembre 2021)
- 100 metri rana

55"63 ( Kazan', 4 novembre 2021)
- Staffetta 4x50 metri mista

1'29"72  ( Melbourne, 17 dicembre 2022) (Lorenzo Mora (22"65), Nicolò Martinenghi (24"95), Matteo Rivolta (21"60), Leonardo Deplano (20"52))
- Staffetta 4x100 metri mista

3'19"06  ( Melbourne, 18 dicembre 2022) (Lorenzo Mora (49"48), Nicolò Martinenghi (55"52), Matteo Rivolta (48"50), Alessandro Miressi (45"56))
- Staffetta 4x50 metri mista mista

1'36"01  ( Melbourne, 14 dicembre 2022) (Lorenzo Mora (22"59), Nicolò Martinenghi (24"83), Silvia Di Pietro (24"52), Costanza Cocconcelli (24"07))

## Palmarès

### Competizioni internazionali
| Anno | Manifestazione          | Sede             | Evento              | Risultato         | Prestazione | Note                                  |
| ---- | ----------------------- | ---------------- | ------------------- | ----------------- | ----------- | ------------------------------------- |
| 2015 | EYOF                    | Tbilisi          | 100m rana           | Oro               | 1'01"75     |                                       |
| 2015 | EYOF                    | Tbilisi          | 200m rana           | Oro               | 2'15"14     |                                       |
| 2015 | EYOF                    | Tbilisi          | 4x100 m misti       | Oro               | 3'46"15     | [ 8 ]                                 |
| 2015 | Mondiali giovanili      | Singapore        | 50m rana            | Argento           | 28"03       |                                       |
| 2015 | Mondiali giovanili      | Singapore        | 100m rana           | 7º                | 1'02"08     |                                       |
| 2015 | Mondiali giovanili      | Singapore        | 200m rana           | 5º                | 2'13"89     |                                       |
| 2015 | Mondiali giovanili      | Singapore        | 4x100 m misti mista | 6º                | 3'54"14     | [ 9 ]                                 |
| 2016 | Europei giovanili       | Hódmezővásárhely | 50m rana            | Argento           | 27"73       |                                       |
| 2016 | Europei giovanili       | Hódmezővásárhely | 100m rana           | Oro               | 1'00"30     |                                       |
| 2016 | Europei giovanili       | Hódmezővásárhely | 200m rana           | Argento           | 2'12"95     |                                       |
| 2016 | Europei giovanili       | Hódmezővásárhely | 4x100m misti        | Oro               | 3'37"06     | [ 10 ]                                |
| 2016 | Europei giovanili       | Hódmezővásárhely | 4x100m misti mista  | Oro               | 3'50"75     | [ 11 ]                                |
| 2017 | Europei giovanili       | Netanya          | 50m rana            | Oro               | 27"24       |                                       |
| 2017 | Europei giovanili       | Netanya          | 100m rana           | Oro               | 59"23       |                                       |
| 2017 | Europei giovanili       | Netanya          | 4x100m misti        | Oro               | 3'35"24     | [ 12 ]                                |
| 2017 | Europei giovanili       | Netanya          | 4x100m misti mista  | Oro               | 3'50"99     | [ 13 ]                                |
| 2017 | Mondiali                | Budapest         | 50m rana            | 9º in semifinale  | 27"01       |                                       |
| 2017 | Mondiali                | Budapest         | 100m rana           | 9º in semifinale  | 59"41       |                                       |
| 2017 | Mondiali                | Budapest         | 4x100m misti        | 11º in batteria   | 3'34"11     | [ 14 ]                                |
| 2017 | Mondiali                | Budapest         | 4x100m misti mista  | 8º                | 3'46"33     | [ 15 ]                                |
| 2017 | Mondiali giovanili      | Indianapolis     | 50m rana            | Oro               | 27"10       |                                       |
| 2017 | Mondiali giovanili      | Indianapolis     | 100m rana           | Oro               | 59"58       |                                       |
| 2017 | Mondiali giovanili      | Indianapolis     | 4x100m misti        | Bronzo            | 3'36"44     | [ 12 ]                                |
| 2017 | Europei in vasca corta  | Copenaghen       | 50m rana            | 8º                | 26"48       |                                       |
| 2017 | Europei in vasca corta  | Copenaghen       | 100m rana           | 7º                | 57"27       | Miglior prestazione mondiale under 20 |
| 2017 | Europei in vasca corta  | Copenaghen       | 200m rana           | 15º in batteria   | 2'07"64     |                                       |
| 2017 | Europei in vasca corta  | Copenaghen       | 4x50m misti         | Argento           | 1'31"91     | [ 16 ]                                |
| 2018 | Mondiali in vasca corta | Hangzhou         | 50m rana            | 9º in semifinale  | 26"03       |                                       |
| 2018 | Mondiali in vasca corta | Hangzhou         | 100m rana           | 14º in semifinale | 57"47       |                                       |
| 2018 | Mondiali in vasca corta | Hangzhou         | 4x50m misti         | 4º                | 1'31"54     | [ 16 ]                                |
| 2018 | Mondiali in vasca corta | Hangzhou         | 4x100m misti        | 9º in batteria    | 3'26"11     |                                       |
| 2019 | Mondiali                | Gwangju          | 50m rana            | 14º in semifinale | 27"31       |                                       |
| 2019 | Mondiali                | Gwangju          | 100m rana           | Semifinale        | dq          |                                       |
| 2019 | Mondiali                | Gwangju          | 4x100m misti        | 13º in batteria   | 1'31"54     | [ 17 ]                                |
| 2019 | Mondiali                | Gwangju          | 4x100m misti mista  | 6º                | 3'43"27     | [ 16 ]                                |
| 2019 | Europei in vasca corta  | Glasgow          | 50m rana            | 6º                | 26"01       |                                       |
| 2019 | Europei in vasca corta  | Glasgow          | 100m rana           | 5º                | 56"70       |                                       |
| 2019 | Europei in vasca corta  | Glasgow          | 4x50m misti mista   | 10º in batteria   | 1'40"13     | [ 18 ]                                |
| 2021 | Europei                 | Budapest         | 50m rana            | Bronzo            | 26"68       |                                       |
| 2021 | Europei                 | Budapest         | 100m rana           | 5º                | 58"94       |                                       |
| 2021 | Europei                 | Budapest         | 4x100m misti        | Bronzo            | 3'29"93     | [ 19 ]                                |
| 2021 | Europei                 | Budapest         | 4x100m misti mista  | Bronzo            | 3'42"30     | [ 20 ]                                |
| 2021 | Giochi olimpici         | Tokyo            | 100m rana           | Bronzo            | 58"33       |                                       |
| 2021 | Giochi olimpici         | Tokyo            | 4x100m misti        | Bronzo            | 3'29"17     | [ 19 ]                                |
| 2021 | Giochi olimpici         | Tokyo            | 4x100m misti mista  | 4º                | 3'39"28     | [ 21 ]                                |
| 2021 | Europei in vasca corta  | Kazan'           | 50m rana            | Bronzo            | 25"54       |                                       |
| 2021 | Europei in vasca corta  | Kazan'           | 100m rana           | Oro               | 55"63       |                                       |
| 2021 | Europei in vasca corta  | Kazan'           | 4x50m misti         | Oro               | 1'30"14     | [ 22 ]                                |
| 2021 | Europei in vasca corta  | Kazan'           | 4x50m misti mista   | Argento           | 1'36"39     | [ 23 ]                                |
| 2021 | Mondiali in vasca corta | Abu Dhabi        | 50m rana            | Argento           | 25"55       |                                       |
| 2021 | Mondiali in vasca corta | Abu Dhabi        | 100m rana           | Argento           | 55"80       |                                       |
| 2021 | Mondiali in vasca corta | Abu Dhabi        | 4x50m misti         | Bronzo            | 1'30"78     | [ 24 ]                                |
| 2021 | Mondiali in vasca corta | Abu Dhabi        | 4x50m misti mista   | Bronzo            | 1'37"29     | [ 25 ]                                |
| 2021 | Mondiali in vasca corta | Abu Dhabi        | 4x100m misti        | Oro               | 3'19"76     | [ 26 ]                                |
| 2022 | Mondiali                | Budapest         | 50m rana            | Argento           | 26"48       |                                       |
| 2022 | Mondiali                | Budapest         | 100m rana           | Oro               | 58"26       |                                       |
| 2022 | Mondiali                | Budapest         | 4x100m misti        | Oro               | 3'27"51     | =                                     |
| 2022 | Mondiali                | Budapest         | 4x100m misti mista  | 5º                | 3'41"67     | [ 27 ]                                |
| 2022 | Europei                 | Roma             | 50m rana            | Oro               | 26"33       |                                       |
| 2022 | Europei                 | Roma             | 100m rana           | Oro               | 58"26       |                                       |
| 2022 | Europei                 | Roma             | 4x100m misti        | Oro               | 3'28"46     | [ 28 ]                                |
| 2022 | Europei                 | Roma             | 4x100m misti mista  | Argento           | 3'43"61     | [ 27 ]                                |
| 2022 | Mondiali in vasca corta | Melbourne        | 50m rana            | Argento           | 25"42       |                                       |
| 2022 | Mondiali in vasca corta | Melbourne        | 100m rana           | Argento           | 56"07       |                                       |
| 2022 | Mondiali in vasca corta | Melbourne        | 4x50m misti         | Oro               | 1'29"72     | [ 29 ]                                |
| 2022 | Mondiali in vasca corta | Melbourne        | 4x50m misti mista   | Argento           | 1'36"01     | [ 30 ]                                |
| 2022 | Mondiali in vasca corta | Melbourne        | 4x100m misti        | Bronzo            | 3'19"06     | [ 26 ]                                |
| 2023 | Mondiali                | Fukuoka          | 50m rana            | 5º                | 26"84       |                                       |
| 2023 | Mondiali                | Fukuoka          | 100m rana           | Argento           | 58"72       |                                       |
| 2023 | Mondiali                | Fukuoka          | 4x100m misti        | 9º in batteria    | 3'33"54     | [ 31 ]                                |
| 2023 | Europei in vasca corta  | Otopeni          | 50m rana            | Oro               | 25"66       |                                       |
| 2023 | Europei in vasca corta  | Otopeni          | 100m rana           | Argento           | 56"57       |                                       |
| 2023 | Europei in vasca corta  | Otopeni          | 4x50m misti         | Oro               | 1'30"78     | [ 32 ]                                |
| 2023 | Europei in vasca corta  | Otopeni          | 4x50m misti mista   | Oro               | 1'36"58     | [ 33 ]                                |
| 2024 | Mondiali                | Doha             | 50m rana            | Argento           | 26"39       |                                       |
| 2024 | Mondiali                | Doha             | 100m rana           | Argento           | 58"84       |                                       |
| 2024 | Mondiali                | Doha             | 4x100m misti        | Bronzo            | 3'31"59     | [ 34 ]                                |
| 2024 | Mondiali                | Doha             | 4x100m misti mista  | 5º                | 3'47"29     | [ 35 ]                                |
| 2024 | Giochi olimpici         | Parigi           | 100m rana           | Oro               | 59"03       |                                       |
| 2025 | Mondiali                | Singapore        | 100m rana           | Argento           | 58"58       |                                       |

### Campionati italiani
20 titoli individuali e 1 in staffetta:
- 9 nei 50 m rana
- 8 nei 100 m rana
- 3 nei 200 m rana
- 1 nei 4x100 m misti

| Anno | Edizione    | rana 50 m | rana 100 m | rana 200 m | misti 4x50 m | misti 4x100 m |
| ---- | ----------- | --------- | ---------- | ---------- | ------------ | ------------- |
| 2016 | Primaverili | -         | 3          | -          | -            | -             |
| 2016 | Invernali   | 1         | 1          | -          | -            | -             |
| 2017 | Primaverili | 1         | 1          | 3          | -            | -             |
| 2017 | Invernali   | 3         | 2          | -          | 2            | -             |
| 2018 | Invernali   | 2         | 2          | 1          | -            | -             |
| 2019 | Primaverili | 2         | 2          | -          | -            | -             |
| 2019 | Invernali   | 1         | 1          | -          | -            | -             |
| 2020 | Estivi      | 1         | 1          | -          | -            | -             |
| 2020 | Invernali   | 1         | 1          | 1          | -            | -             |
| 2021 | Primaverili | 1         | 1          | -          | -            | -             |
| 2021 | Invernali   | 3         | 2          | -          | -            | -             |
| 2022 | Primaverili | 1         | 1          | -          | -            | 1             |
| 2023 | Primaverili | 1         | 2          | -          | -            | -             |
| 2023 | Invernali   | 1         | 3          | -          | -            | -             |
| 2024 | Primaverili | -         | -          | 1          | -            | 2             |
| 2024 | Invernali   | 3         | -          | -          | -            | -             |
| 2025 | Primaverili | 2         | 1          | -          | -            | -             |

## Progressione
| Vasca da 50 metri | Vasca da 50 metri | Vasca da 50 metri |           | Vasca da 25 metri | Vasca da 25 metri | Vasca da 25 metri |
| 50 ra             | 100 ra            | 200 ra            | Anno      | 50 ra             | 100 ra            | 200 ran           |
| 26''78            | 58''58            | 2'10''00          | 2024/2025 | 26''07            | 57''56            | 2'08''79          |
| 26''39            | 58''84            | 2'10''09          | 2023/2024 | 25''66            | 56''57            | 2'05''71          |
| 26''64            | 58''72            | ---               | 2022/2023 | 25''42            | 56''01            | 2'05''02          |
| 26''33            | 58''26            | ---               | 2021/2022 | 25''37            | 55''63            | 2'03''98          |
| 26''39            | 58''28            | 2'10''19          | 2020/2021 | 25''74            | 56''46            | 2'05''36          |
| 26''94            | 58''75            | ---               | 2019/2020 | 26''01            | 56''70            | 2'09''17          |
| 26''85            | 59''23            | 2'16''38          | 2018/2019 | 26''03            | 57''27            | 2'07''00          |
| ---               | ---               | ---               | 2017/2018 | 26''31            | 57''27            | 2'07''64          |
| 26''97            | 59''01            | 2'11''53          | 2016/2017 | 26''82            | 58''21            | 2'09''02          |
| 27''35            | 1'00''30          | 2'12''95          | 2015/2016 | 27''56            | 1'00''17          | 2'11''52          |
| 28''03            | 1'01''48          | 2'13''05          | 2014/2015 | 28''05            | 1'00''75          | 2'12''02          |